# Ken Doherty
Ken Doherty (* 17. září 1969 v Ranelaghu) je profesionální hráč snookeru. Jako první vyhrál amatérské i profesionální mistrovství světa a zatím je jediný, kdo to dokázal. Profesionálním hráčem se stal v roce 1990. V roce 1998 ho Ronnie O'Sullivan porazil ve finále Irish Masters, ale Ronnie neprošel protidrogovým testem a titul připadl Dohertymu. Ken sice nikdy nezahrál 147 na Main Tour, ale již jednu mimosoutěžní má-z miniturnaje v Montrealu z 10. června 2010.

## Úspěchy
Má na kontě 6 vítězství v bodovaných turnajích:
- 1993 a 2001 vyhrál Regal Welsh
- 1997 vyhrál mistrovství světa
- 2000 vyhrál Rothmans Grand Prix
- 2001 vyhrál Thailand Masters
- 2006 vyhrál Malta Cup

Na turnajích vyhrál 3 044 035 £. Jeho nejvyšší break je 147.